# Claude Élisée de Court de La Bruyère
Claude Élisée de Court de La Bruyère (Pont-de-Vaux, 15 febbraio 1666 – Gournay-sur-Marne, 19 agosto 1752) è stato un ammiraglio francese, distintosi come ufficiale nel corso della guerra della Grande Alleanzae nella guerra di successione spagnola. Richiamato in servizio attivo nel 1744, dopo trent'anni di inattività, si dimostro subito un ammiraglio capace, e nel corso della battaglia di capo Sicié sconfisse la squadra britannica degli ammiragli Thomas Mathews e Richard Lestock.

## Biografia
Nacque a Pont-de-Vaux, nell'l'Ain, il 15 febbraio 1666, all'interno di una famiglia nobile originaria della Borgogna, figlio dell'avvocato Charles de Court e di Anne de Saumaise.
Godendo della protezione del Duca del Maine si arruolò nella Marine royale l'8 gennaio 1684, all'età di 18 anni, assegnato alla compagnia dei guardiamarina. Fu promosso enseigne de vaisseau il 21 settembre 1686, e tenente di vascello il 1 gennaio 1689. Imbarcato a bordo del vascello da 64 cannoni Parfait, il 10 luglio 1690 prese parte alla battaglia di capo Béveziers, promontorio sulla costa sud dell'Inghilterra, che vide la vittoria dell'ammiraglio francese conte di Tourville, al comando di una flotta di 70 vascelli, contro l'ammiraglio inglese Arthur Herbert, conte di Torrington e i viceammiragli  olandesi Cornelis Evertzen e Gerard Callenburgh.
Il 27 giugno 1693 prese parte alla battaglia di Capo San Vincenzo al largo del Portogallo imbarcato sull'L’Agréable, e nel 1694 comandò il Le Portefaix in forza alla squadra navale di Jean Bart e partecipò alla vittoria riportata su 8 vascelli olandesi al largo di Texel e al salvataggio di un convoglio di 110 navi mercantili che trasportavano rifornimenti di grano, destinati alla Francia in preda alla carestia. Fu promosso capitano di vascello il 1 settembre 1695. 
All'inizio del 1702, durante i primi mesi della guerra di successione spagnola, egli fece parte della flotta francese inviata alle Antille sotto gli ordini del marchese di Châteaurenault per proteggere la flotta delle Indie spagnola. Il 23 ottobre dello stesso anno prese parte battaglia della baia di Vigo al comando del Le Triton da 42 cannoni che fu catturato dai britannici. Liberato, al comando del vascello da 104 cannoni Le Foudroyant, che fungeva da nave di bandiera dell'Ammiraglio di Francia Conte di Tolosa, partecipò alla battaglia di Malaga il 27 agosto 1704. Prese successivamente parte alla difesa di Barcellona nel 1705 e a quella di Tolone nel 1707.
Nel 1709 divenne sottogovernatore del Duca di Chartres, assistendo all'educazione del giovane principe. Nel 1710 si ritirò dal servizio attivo, non avendo più  comandi effettivi in mare. Al termine di questo periodo, fu promosso al grado di chef d'escadre soprannumerario il 5 agosto 1715, durante l'ultima promozione fatta da Luigi XIV, prima fu essere nominato tenente generale delle armate navali il 27 marzo 1728. Nel 1715 divenne capo maggiordomo del reggente, il duca d'Orléans, carica che mantenne fino alla sua morte.
Nel corso della guerra di successione austriaca rientrò in servizio attivo nel 1741, dopo trenta anni di inattività, assumendo il comando della squadra del Mediterraneo di stanza a Tolone. In quell'anno, a Versailles, il cardinale di Fleury gli ordinò di assicurare la protezione della navi che trasportavano le truppe spagnole dirette in Italia. 
Insieme alla flotta spagnola si diresse verso Cadice da dove allontanò le navi dell'ammiraglio britannico Nicholas Haddock e la flotta britannica dal Mediterraneo. Lo scopo di questa manovra era impedire il ricongiungimento tra le flotte inglesi di stanza a Tolone e a Cadice.
L'8 febbraio 1744 egli apparve con le sue navi davanti a Tolone (allora sottoposto al blocco delle navi degli ammiragli Thomas Mathews e Richard Lestock), alzando la sua insegna a bordo del vascello da 74 cannoni Terrible, in compagnia delle navi dell'ammiraglio spagnolo Juan José Navarro. Il 22 febbraio la flotta franco-spagnola ingaggiò combattimento nel corso della battaglia di capo Sicié, e benché inferiore di numero sconfisse quella britannica. 
Il 2 febbraio 1750 fu nominato viceammiraglio della flotta di Ponente, incarico vacante dal 1746 alla morte del conte de La Luzerne. Il 28 aprile successivo fu insignito della Gran Croce dell'Ordine di San Luigi. Si spense due anni dopo, il 19 agosto 1752, a Gournay-sur-Marne, all'età di 86 anni.

### Fonti
1. 1 2 3 4 5 6 7 8 9 10  Threedecks.
2. 1 2 3  Vergé-Franceschi 1990, p. 59.
3. 1 2 3  Piganiol de La Force 1753, p. 176.
4. 1 2  Piganiol de La Force 1753, p. 177.
5. ↑  Piganiol de La Force 1753, p. 178.
6. 1 2  Piganiol de La Force 1753, p. 180.